# Himnos délficos a Apolo

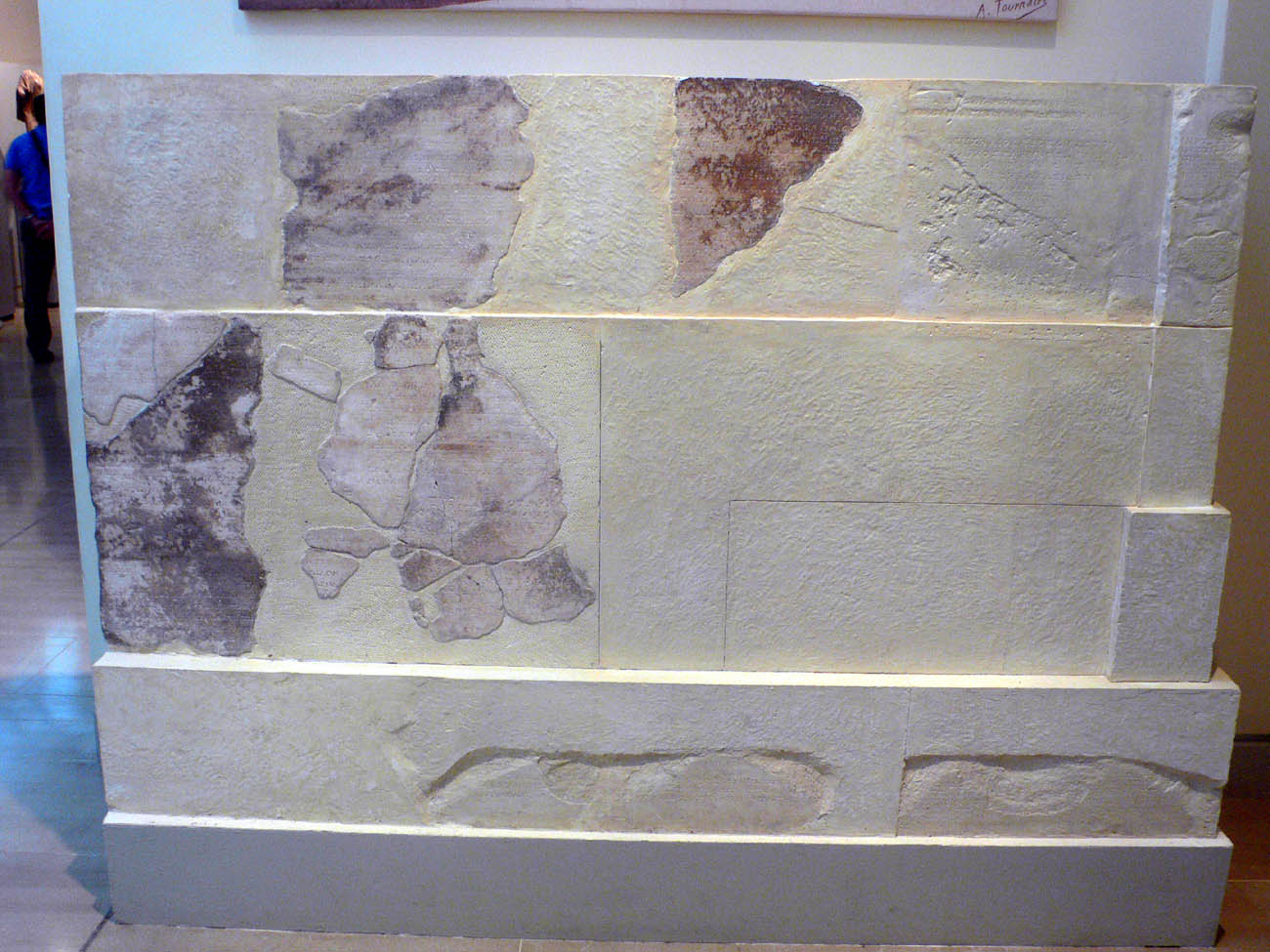
Los fragmentos de ambos himnos en el Museo Arqueológico de Delfos.

Los Himnos délficos a Apolo son dos composiciones musicales de la antigua Grecia que se conservan en fragmentos. Fueron escritos para representarse en la procesión de la Pitaida alrededor del año 128 a. C. Se encuentran dentro de las composiciones musicales más antiguas cuya autoría se conoce.

## Historia
Los himnos se dirigen al Dios Apolo, fueron encontrados en 1893, inscritos en fragmentos de piedra de la pared exterior sur del tesoro ateniense  en Delfos, por el arqueólogo francés Théophile Homolle. El filólogo Henri Weil reconstruyó el texto griego y el arqueólogo Théodore Reinach hizo la transcripción musical a notación moderna. La reconstrucción de los fragmentos estuvo facilitada por el hecho de que el primer himno utiliza notación vocal, y el segundo emplea notación instrumental.
Por mucho tiempo se creyó que el Primer Himno fue escrito por un ateniense, pues el encabezado en la inscripción es difícil de leer, pero una revisión cuidadosa ha revelado que no se trata del toponímico Αθηναίος (Athenaíos, “ateniense”) sino de un nombre: Ἀθήναιος Ἀθηναίου (Athénaios Athenaíou, “Ateneo hijo de Ateneo”) quien trabajó principalmente en la década a partir del año 138 a. C. El Segundo Himno ha sido datado con precisión en el año 128 a. C. en el que fue representado. El nombre del compositor también se ha preservado puesto que en el encabezado y en una inscripción separada se lee: “Limenio, hijo de Teno, un ateniense.”
La ocasión de representación de ambos himnos era la Pitaida, una procesión religiosa especial de los atenienses hacia Delfos.

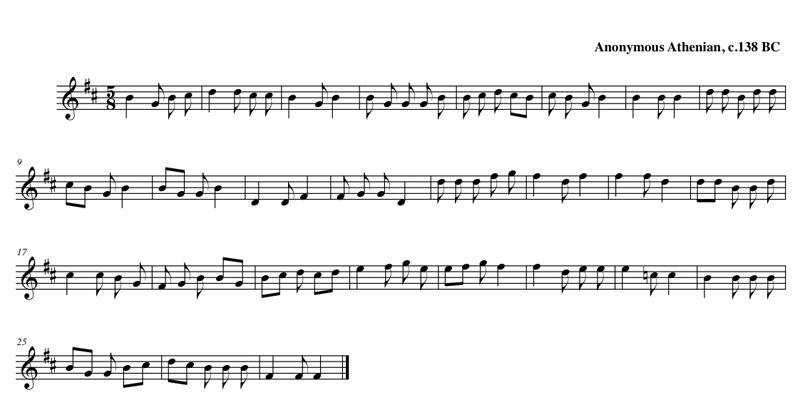
La primera porción del Primer Himno Délfico (texto omitido)
Algunos de los tonos en esta versión son suposiciones; para consultar cuáles son los tonos legibles, ver el libro de Pöhlmann y West, pp. 62–85.

## Contenido
Los símbolos musicales han sido interpretados por los expertos gracias a un tratado de Alipio, un musicógrafo alejandrino de la Antigüedad Tardía (mediados del siglo IV), que nos legó tablas de signos musicales en dos notaciones, vocal e instrumental. Los versos están relacionados con varios acontecimientos de la vida de Apolo, como su nacimiento, su arribo a Delfos, su apoyo en la guerra contra los gálatas, etc. 

## Primer Himno Délfico
Además de ser uno de los fragmentos más tempranos de música antigua, el Primer Himno también puede haber sido el más largo, quizás incluso más largo que el Segundo Himno, que cuenta con 40 líneas; desafortunadamente, el Primer Himno no se conserva completo (la pieza completa conservada más temprana en la historia de la música es el Himno de culto Hurrita también conocido como h.6 con fecha aproximada de 1225 a. C., le sigue el Epitafio de Sícilo, datado entre el siglo II a. C. y el siglo I a. C., ambas composiciones de autores anónimos).
Ambos himnos son monódicos (constando de una línea melódica sola), pero se diferencian por su notación. El Primer Himno se halla escrito en la (así llamada) notación vocal, y su métrica se basa en pies créticos (quíntuples). Se canta en los modos frigio e hiperfrigio (con muchas variantes). Se produce un efecto pentatónico arcaico en los tetracordios más bajos al evitar la nota lichanos mientras por encima de la nota mese (el Do central) hay modulación entre un tetracordio cromático por grados conjuntos (do re♭ re fa) y uno diatónico por grados separados (re mi♭ fa sol), extendido por dos notas cromáticas adicionales, la♭ y la.
La manera exacta de interpretarlo nos es desconocida, pero Limenio está mencionado por separado como intérprete maestro de la kithāra; probablemente acompañando a uno o varios cantantes.
El Primer Himno consta de dos partes grandes, un Peán (líneas 1–27) y otro que se podría haber llamado Hyporchema (líneas 27–34).

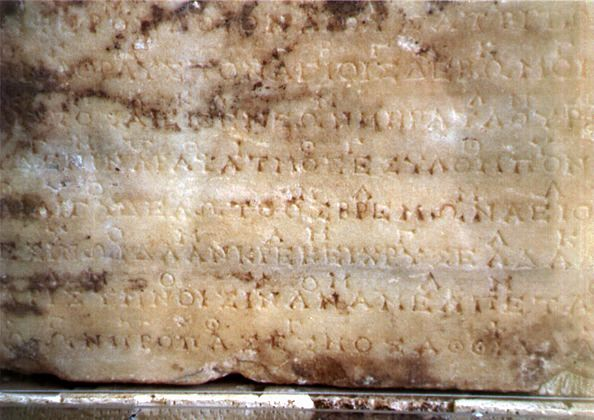
Fotografía de la piedra original en Delfos conteniendo el primer de los dos himnos a Apolo.
La notación musical son los símbolos ocasionales por encima de la línea ininterrumpida del texto griego.

## Segundo Himno
El Segundo Himno está encabezado como  Peán y Prosodia al Dios. Consta de diez secciones en total, las primeras nueve, en metros créticos, constituyen el peán; el décimo, en versos eólicos, es la prosodia. Sus tonalidades son:
1. Lidio
2. Hipolidio
3. Hipolidio
4. Lidio cromático
5. Hipolidio
6. Hipolidio
7. Lidio cromático
8. Hipolidio
9. Lidio
10. Lidio

## Consecuencias
Estos himnos han sido exhaustivamente examinados por los musicólogos y ha habido muchos esfuerzos para interpretarlos con réplicas de instrumentos musicales antiguos. La primera vez que se representaron fue en 1894, tan sólo un año después de su descubrimiento, durante la convención atlética internacional para el establecimiento de las primeras Olimpiadas modernas. 

## Grabaciones
- Arda Mandikian, soprano armenia, los grabó en Delfos, en 1950
- Ensemble Kérylos Musiques de l'Antiquité Grecque: De la pierre au son, dirigido por Annie Bélis. K617, 1996. K617-069.
- Ensemble Kérylos D'Euripide aux premiers chrétiens: musiques de l'antiquité grecque et romaine, dirigido por Annie Bélis. 2016. Ambos himnos, el primero cantado por un barítono (Jan Jeroen Bredewold) con tympanon (Annie Bélis), y el segundo por un bajo-barítono  (Frédéric Albou) con kithara (Benoît Tessé) aulós traverso (Nathalie Berland).
- Music of Ancient Greece. Orquesta OP & PO, dirigida por Christodoulos Halaris. Orata. ORANGM 2013.
- Music of the Ancient Greeks. De Organographia: Gayle Stuwe Neuman, Philip Neuman y William Gavin. Pandourion Records, 1997. PRDC 1001.
- Musique de la Grèce antique. Atrium Musicæ de Madrid, dirigido por Gregorio Paniagua, Harmonia Mundi (Francia), 1979. HMA 1901015.